# Borstbeeld van Erwin de Vries
Het borstbeeld van Erwin de Vries bij Sidewalk Café 't Vat aan de Kleine Waterstraat in Paramaribo, Suriname, werd door de kunstenaar Erwin de Vries zelf gemaakt. Het is een geschenk van hem aan de Surinaamse staat.
De Surinaamse kunstenaar Wim Bos Verschuur zag het werk van Erwin de Vries (1929-2018) toen hij zo'n 18 jaar oud was. Hij wist vader en zakenman H.J. de Vries te overtuigen om Erwin naar Nederland te sturen voor een kunstopleiding. Terug in Suriname werd hij tekenleraar op enkele mulo's.
Hij is de maker van bij elkaar 23 beelden in het straatbeeld van Paramaribo. Zijn werk was in het buitenland te zien tijdens solo-exposities in het Stedelijk Museum in Amsterdam in 1970 en 1998 en een overzichtstentoonstelling in de Kunsthal in Rotterdam in 2009.
Ook is hij de maker van het Nationaal Monument Slavernijverleden in Amsterdam dat in 2002 werd onthuld. Hierover zei hij nadien: "Het was een bijna spirituele ervaring, ik voelde de pijn van de slaven, ook mijn voorouders, maar ik voelde ook hun enorme kracht, ondanks alles wat ze hebben doorstaan. Dat wilde ik in het beeld vastleggen."
Zijn borstbeeld werd op 21 december 2017 op zijn 88e verjaardag onthuld door vicepresident Ashwin Adhin. De Vries was erbij aanwezig, evenals zijn familie en vrienden. Een maand later overleed hij in het AZP. Zijn overlijden werd ook in Nederlandse media gemeld en er lag een condoleanceregister in de Congreshal aan het Onafhankelijkheidsplein. Hij werd op 7 februari 2018 met staatseer begraven.